# 33º Battaglione "Caracal"
Il 33º Battaglione "Caracal" è un battaglione di fanteria leggera delle Forze di difesa israeliane; parte della Brigata "Paran", il battaglione è schierato nel sud di Israele e impiegato principalmente nel presidio del confine tra l'Egitto e Israele, sotto l'egida del Comando meridionale.
Creato nel 2000, il battaglione è stato la prima unità militare terrestre israeliana ad ammettere le donne nei pieni ruoli da combattimento di prima linea, senza distinzione con le reclute maschili, condizione condivisa con solo altri due battaglioni delle Forze di difesa israeliane (il 41º Battaglione "Leoni di Giordania" e il 277º Battaglione "Cheetah", creati successivamente). Benché il battaglione sia a composizione mista maschile-femminile, le donne rappresentano la componente maggioritaria dell'organico toccando, al 2009, circa il 70% degli effettivi dell'unità.
Il nome del battaglione deriva dal caracal, una specie di felini di media grandezza diffusa in Medio Oriente e Africa in cui i due sessi si assomigliano l'uno con l'altro.

## Storia

### Le donne nelle forze armate israeliane

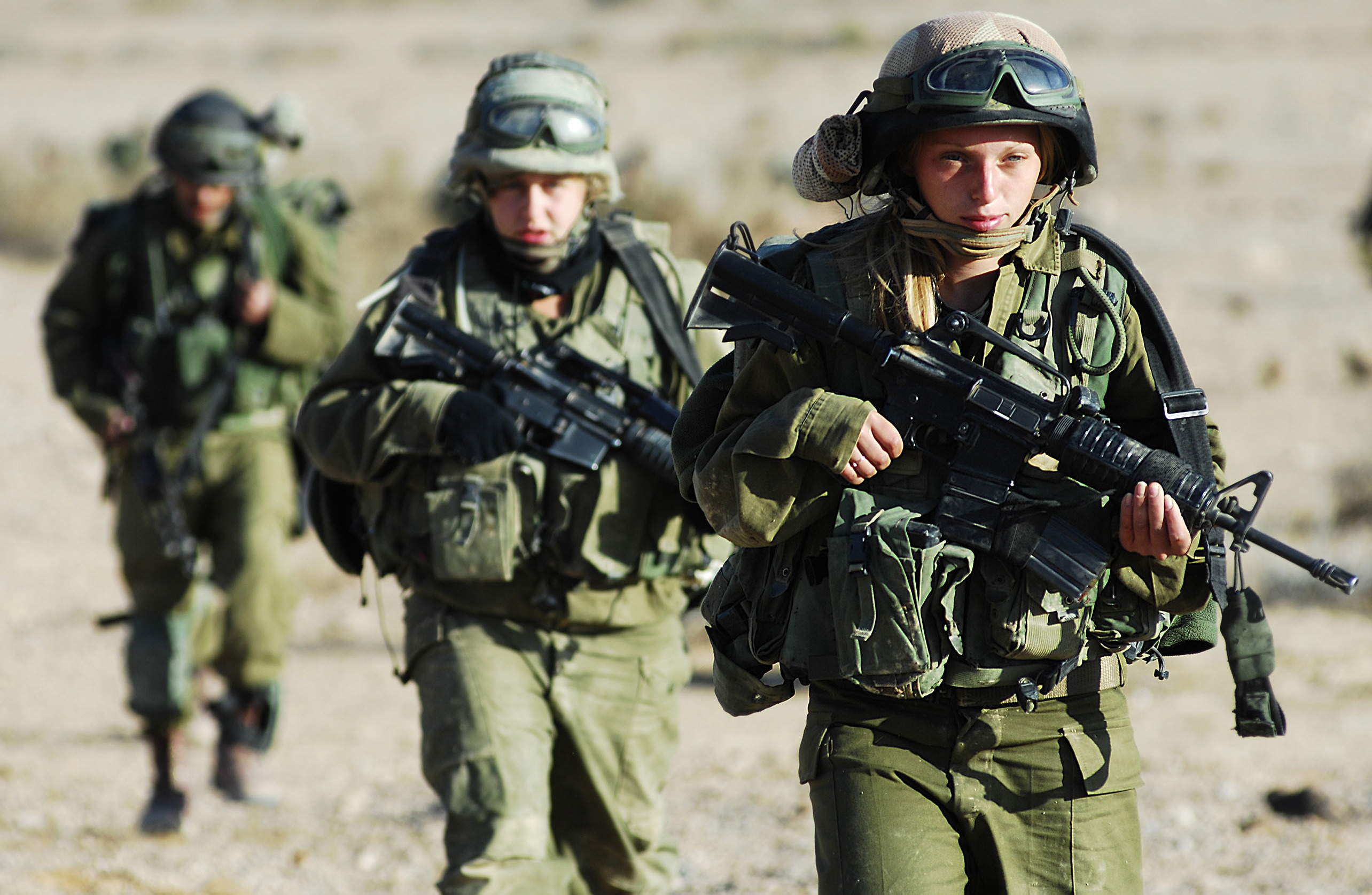
Soldatesse del Battaglione "Caracal" durante una sessione di addestramento

Nel periodo precedente l'indipendenza di Israele, i ranghi delle organizzazioni armate degli ebrei in Palestina erano aperti alle donne anche nei ruoli più di prima linea: l'Haganah, la principale forza paramilitare ebraica, proclamava di essere aperto a «ogni ebreo, maschio o femmina, preparato e addestrato per adempiere all'obbligo di difesa nazionale», mentre l'unità militare d'élite del Palmach aveva una presenza femminile pari al 30% dei suoi effettivi totali; le donne parte di queste organizzazioni furono coinvolte più volte in scontri armati nell'ambito della guerra arabo-israeliana del 1948.
Dopo la proclamazione dell'indipendenza e l'istituzione delle Forze di difesa israeliane, Israele divenne l'unica nazione al mondo a estendere la coscrizione militare obbligatoria anche alla popolazione femminile, ma conclusa la guerra d'indipendenza le donne furono sottratte dai ruoli di prima linea: salvo che per un pugno di donne pilota di aerei da trasporto dell'Aeronautica israeliana, alcune delle quali videro l'azione durante la guerra del Sinai del 1956 prima che i programmi di addestramento venissero chiusi alle donne negli anni 1970, le reclute femminili furono escluse da tutti i ruoli di combattimento di prima linea e destinate unicamente ad attività di retrovia, servendo nel personale amministrativo, nei servizi sanitari, nelle trasmissioni, nel personale tecnico e come istruttrici.
La situazione iniziò a mutare nel 1995, quando la Corte suprema di Israele abrogò il divieto imposto dall'Aeronautica all'accesso delle donne ai corsi per diventare pilota di aerei militari. La decisione rilanciò le proposte avanzate alla Knesset da varie parlamentarie per una piena apertura alle donne di tutti i ruoli e gli incarichi nelle forze armate, senza distinzioni con i colleghi maschi; bisognò attendere tuttavia il 2000 perché la legge sul servizio militare venisse emendata in modo da statuire che «il diritto delle donne a ricoprire qualsiasi ruolo nelle forze di difesa è uguale al diritto degli uomini», e che ogni posizione militare era ora aperta a chiunque avesse i requisiti fisici richiesti per occuparla. Questo portò di conseguenza alla creazione di unità da combattimento delle forze terrestri a composizione mista maschile-femminile, e il "Caracal" divenne la prima unità di questo tipo ad essere formata nel novembre 2000.

### Il Battaglione "Caracal"

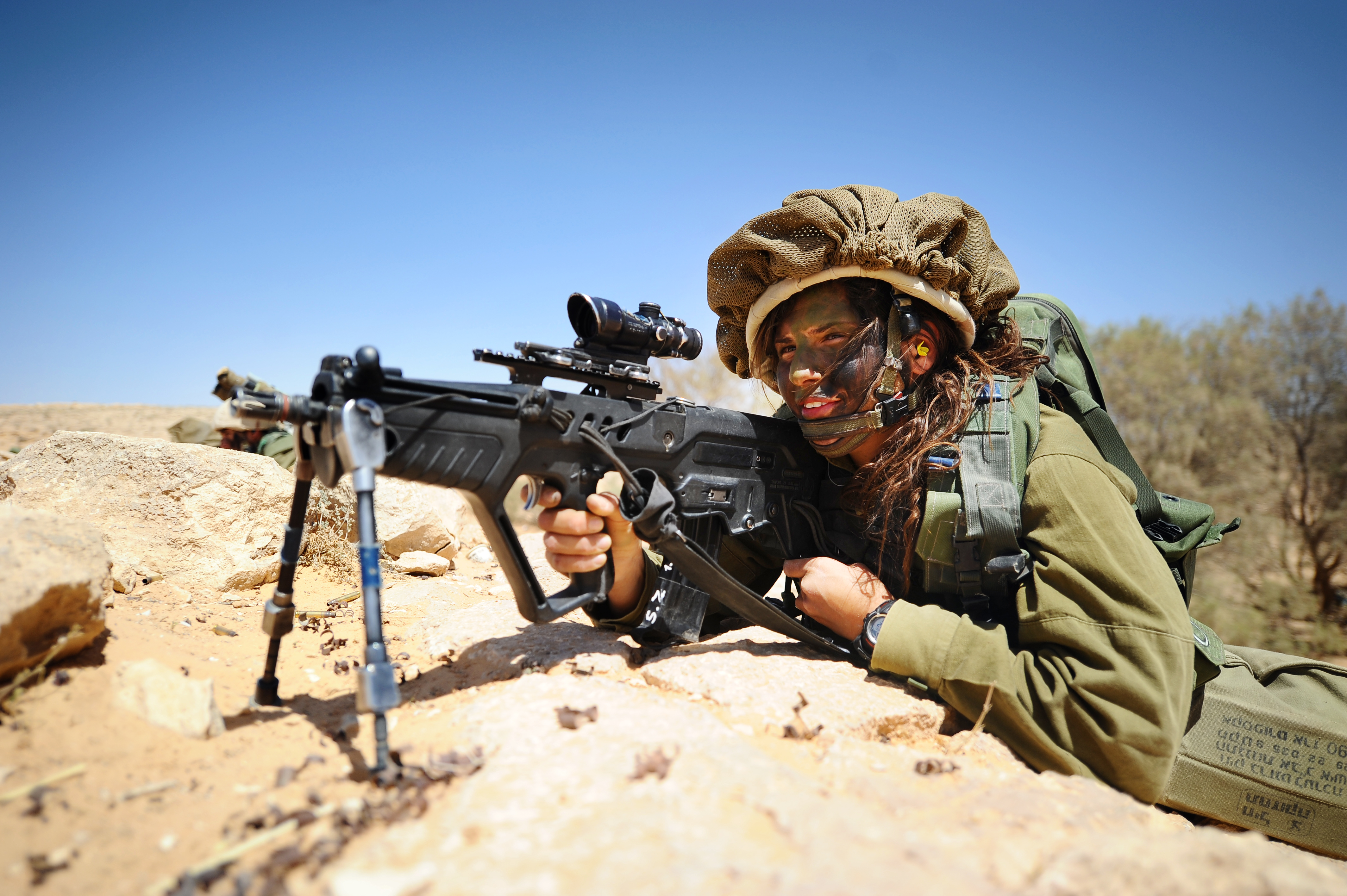
Una soldatessa del "Caracal" si addestra al tiro con un fucile d'assalto TAR-21

Inizialmente il "Caracal" era un'unità delle dimensioni di una compagnia, schierata nella zona di Eilat sotto l'egida dell'80ª Divisione "Edom" del Comando meridionale per essere impiegata nel presidio della frontiera tra Egitto e Israele; altre compagnie "Caracal" furono via via costituite, e dopo la creazione della quarta compagnia nel febbraio 2004 tutte queste furono riunite in un unico Battaglione "Caracal". L'addestramento al combattimento e all'uso delle armi venne curato presso la base della 84ª Brigata di fanteria "Givati", e le soldatesse del "Caracal" furono tra le prime unità israeliane a sperimentare il nuovo fucile d'assalto IMI TAR-21 da poco introdotto in servizio.
Il primo impiego reale del battaglione si ebbe nell'agosto del 2005 quando due dei suoi plotoni furono schierati nell'ambito delle operazioni relative al disimpegno israeliano dalla striscia Gaza, venendo destinati alla difesa dell'insediamento ebraico di Shirat HaYam in corso di evacuazione dalla striscia. Dal 2007 il battaglione fu assegnato alla Brigata "Sagi", formazione di nuova costituzione creata appositamente per presidiare il confine israelo-egiziano e fungere da deterrenza nei confronti di infiltrazioni terroristiche e dei traffici criminali di merci di contrabbando ed esseri umani che vi si svolgevano. Nel luglio 2010 la caporale Elinor Joseph del Battaglione "Caracal" divenne la prima soldatessa di origini arabo-israeliane a entrare a far parte di un'unità da combattimento delle Forze di difesa israeliane.

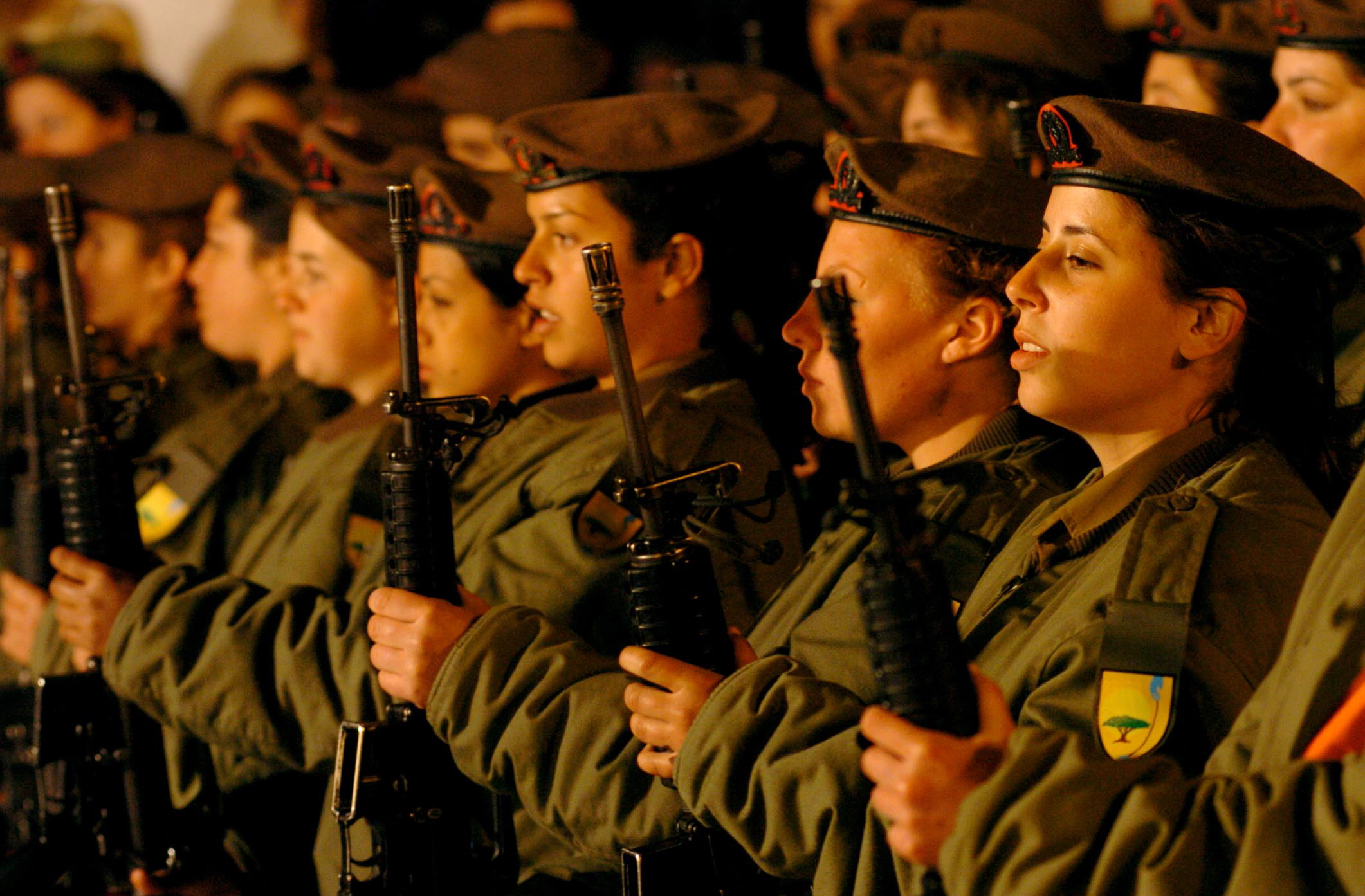
Una sezione del "Caracal" schierata per una cerimonia

La prima azione di combattimento reale del battaglione si ebbe il 21 settembre 2012, a seguito dell'infiltrazione di un gruppo di terroristi in territorio israeliano attraverso la frontiera egiziana: rispondendo a una chiamata radio d'allarme, una sezione del "Caracal" ingaggiò una sparatoria con gli infiltrati, uccidendone uno prima che potesse azionare la cintura esplosiva di cui era dotato.
Un altro grave incidente che coinvolse il battaglione si verificò il 22 ottobre 2014: dopo rapporti che riferivano di movimenti di veicoli sospetti dal lato egiziano della frontiera, una pattuglia del battaglione si recò sul posto per investigare sorprendendo un gruppo di trafficanti intenti a contrabbandare droga attraverso la recinzione di confine. Dopo essere stati scoperti, i contrabbandieri aprirono il fuoco sulla pattuglia israeliana facendo uso anche di mitragliatrici e di un razzo anticarro, dando il via a uno scontro a fuoco proseguito per una quarantina di minuti: diversi soldati israeliani rimasero feriti di cui due in modo grave, mentre da tre a sei dei contrabbandieri furono uccisi nel conflitto a fuoco. Benché lei stessa rimasta ferita, la capitano Or Ben Yehuda continuò a coordinare il fuoco di risposta della pattuglia sotto attacco e il soccorso degli altri feriti, rifiutando l'evacuazione medica fino alla fine della sparatoria; per le sue azioni, Ben Yehuda fu la prima soldatessa israeliana a ricevere una citazione del capo di stato maggiore generale per un'azione di combattimento.
Nel marzo 2018, nell'ambito di una riorganizzazione delle forze israeliane dispiegate nei territori occupati, il Battaglione "Caracal" fu rischierato temporaneamente nella regione della Cisgiordania, zona decisamente più pericolosa del relativamente tranquillo confine israelo-egiziano; la mossa fu vista come segno di un aumento della fiducia dei comandi israeliani nelle capacità belliche del battaglione. Nel novembre 2018 la Brigata "Sagi" cambiò designazione in Brigata "Paran"; il "Caracal" rimase subordinata a essa, e fu poi raggiunto dall'unità gemella del Battaglione "Cheetah".
Durante l'attacco di Hamas a Israele del 7 ottobre 2023, il Battaglione "Caracal" venne impiegato negli scontri per riprendere il controllo del kibbutz Sufa e di una vicina postazione militare israeliana, attaccate da militanti di Hamas. In congiunzione con le forze speciali della Shayetet 13, le soldatesse del battaglione riconquistarono la posizione al termine di ore di pesanti combattimenti; in totale, al termine dello scontro il battaglione rivendicò l'uccisione di un centinaio di terroristi.